# 新多穗薹草
新多穗薹草（学名：Carex neopolycephala）是莎草科薹草属的植物，为中国的特有植物。分布在中国大陆的云南省等地，生长于海拔2,700米的地区，常生长在岩石上，目前尚未由人工引种栽培。

## 变种
简序薹草（学名：Carex neopolycephala var. simplex）是莎草科薹草属新多穗薹草的变种。分布在中国大陆的云南等地，生长于海拔1,300米至2,700米的地区，多生于山谷中。